# Hydropsyche morosa
Hydropsyche morosa is een schietmot uit de familie Hydropsychidae. De soort komt voor in het Nearctisch gebied.